# Clube Futebol Benfica
El CF Benfica, conocido como Futebol Benfica, es un equipo de fútbol de Portugal que juega en la Primera División de la Asociación de Fútbol de Lisboa, de los campeonatos distritales de fútbol del país. Esta competición representa a la cuarta división de fútbol en Portugal.

## Historia
Fue fundado el 23 de marzo de 1933 en la ciudad de Benfica en la capital Lisboa, aunque sus orígenes datan de 1895 como un equipo deportivo y cuenta con secciones de fútbol en femenil, atletismo, gimnasia, natación, hockey en patines y hockey sobre hierba, los cuales son más exitosos.
Es un club independiente que no tiene ninguna afiliación o conexión con el SL Benfica, sus vecinos con quienes tienen unas muy marcados diferencias en todos sentidos. Cuenta con 3000 miembros activos y 1150 deportisitas en varios deportes.

## Estadio
El CF Benfica juega sus partidos de local en el Estadio Francisco Lázaro de Lisboa, con capacidad para 1500 espectadores y su nombre se debe al atleta portugués Francisco Lázaro, quien murió compitiendo en la maratón de los juegos olímpicos de Estocolmo 1912.

## Palmarés
- Tercera División de Portugal Grupo E: 1

2011/12
- Primera División de Lisboa: 1

2004/05